# Ceylonaltica tarsata
Ceylonaltica tarsata là một loài bọ cánh cứng trong họ Chrysomelidae. Loài này được Doeberl miêu tả khoa học năm 1997.